# Friedrich Grützmacher (1832-1903)

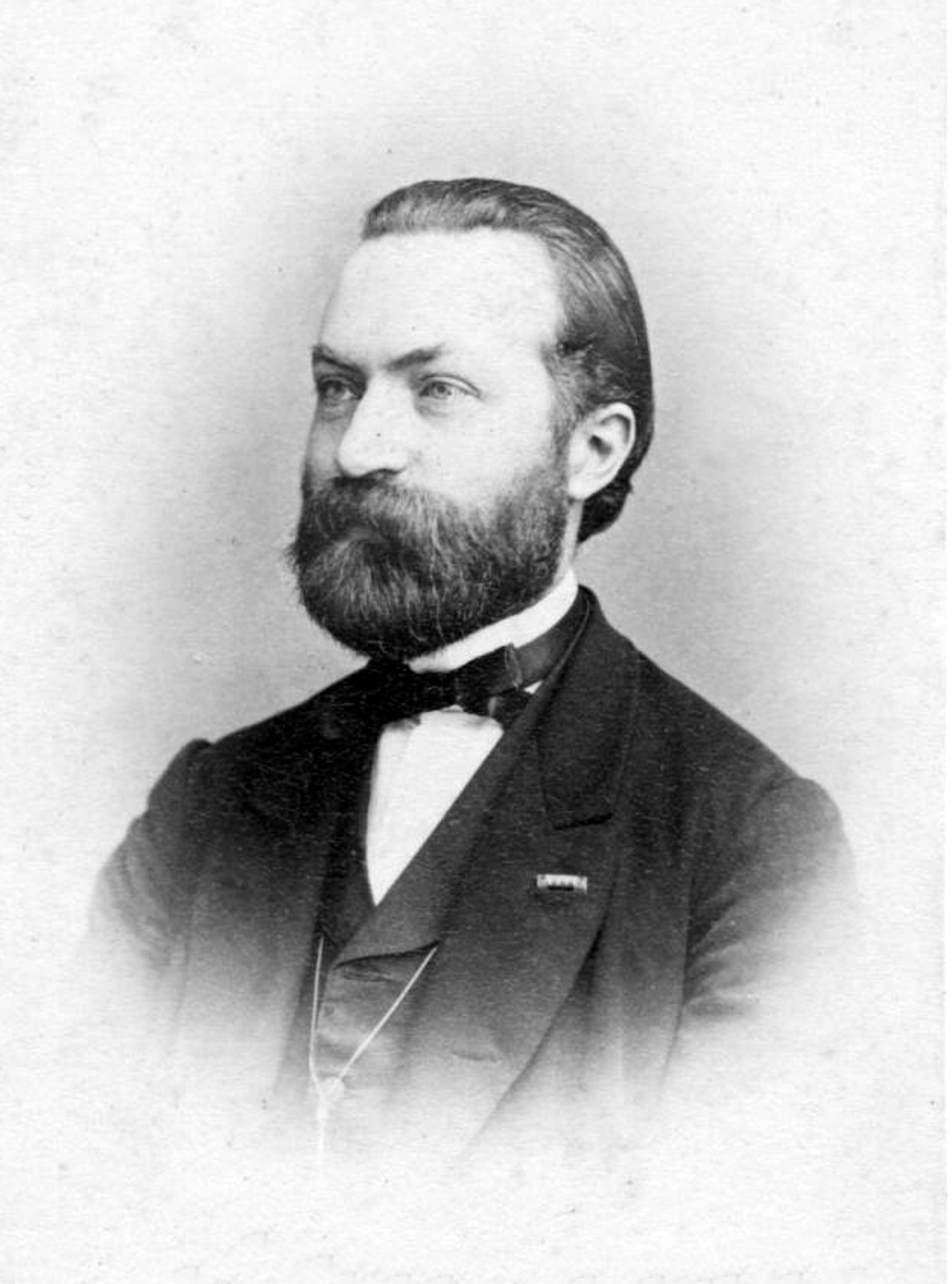
Friedrich Wilhelm Grützmacher

Friedrich Wilhelm Ludwig Grützmacher (Dessau, 1 maart 1832 – Dresden, 23 februari 1903) was een Duitse cellist, een van de belangrijkste van het einde van de 19e eeuw. Hij is tegenwoordig vooral bekend door zijn romantische reconstructie van het celloconcert van Boccherini, die niet bij iedereen even geliefd is. Maar door zijn werk is ook een van de tegenwoordig beroemdste stukken voor de cello boven water gekomen.
Grützmacher had een bewerking gemaakt van de toen nog onbekende Zes suites voor onbegeleide cello van Johann Sebastian Bach. Deze werd jaren later in een winkeltje door cellist Pau Casals gevonden die de stukken begon te studeren. Sindsdien zijn deze stukken steeds bekender geworden. Nu worden ze gerekend tot de beste stukken geschreven voor de cello.
Verder heeft Grützmacher nog een aantal etudes geschreven.
- Bibsys: 40244
- Biblioteca Nacional de Chile: 000118015
- Biblioteca Nacional de España: XX1052373
- Bibliothèque nationale de France: cb14821215b (data)
- CiNii: DA10069863
- Gemeinsame Normdatei: 118698508
- International Standard Name Identifier: 0000 0001 0917 9316
- Library of Congress Control Number: n81125406
- Nationale Bibliotheek van Letland: 000073244
- MusicBrainz: e5111424-1676-4b3c-924c-2dc2d354bb2c
- Nationale Bibliotheek van Tsjechië: xx0043422
- Nationale bibliotheek van Australië: 35806514
- Nationale Bibliotheek van Israël: 987007262134505171
- Nationale Bibliotheek van Polen: a0000001212672
- Nederlandse Thesaurus van Auteursnamen: 070526923
- Réseau des bibliothèques de Suisse occidentale: 02-A003326328
- Istituto Centrale per il Catalogo Unico: DDSV070265
- LIBRIS: 324656
- SNAC: w63t9v0s
- Système universitaire de documentation: 150879814
- Trove: 1095952
- Virtual International Authority File: 76581551
- WorldCat: E39PBJdcwVWBdJ3HVycDkxFxjC